# Gran Caimán
Gran Caimán (Grand Cayman en inglés) es la mayor de las tres islas que forman las Islas Caimán, con 196 km² y localizada en 19°20′N 81°13′O / 19.333, -81.217. Gran Caimán alberga la mayoría de la población (unos 68.000 habitantes en 2018) y de la actividad económica de este territorio de ultramar británico. En ella se encuentra la capital, George Town.
Las principales actividades económicas son el turismo y la industria financiera internacional. Centenares de bancos, aseguradoras y administradores de fondos de inversiones tienen en la isla su domicilio fiscal y sede, atraídos por la estructura legal que permite la existencia de un paraíso fiscal que no penaliza las transacciones económicas con tasas e impuestos como en la mayoría de los países.

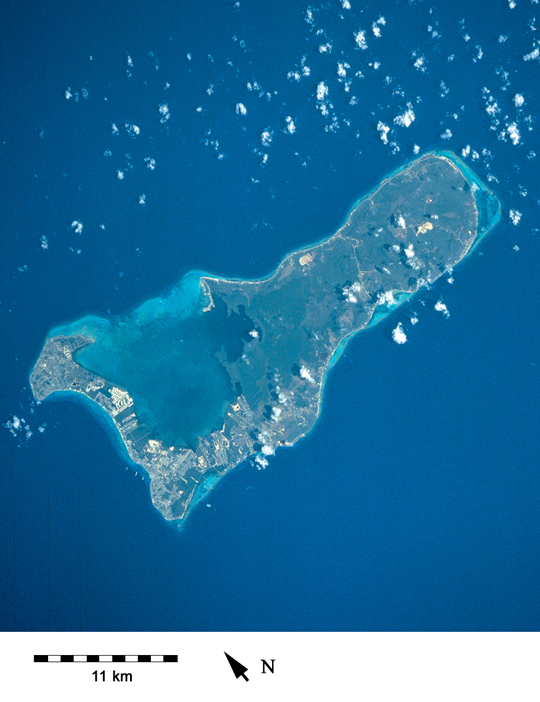
Imagen de la Isla Gran Caimán.
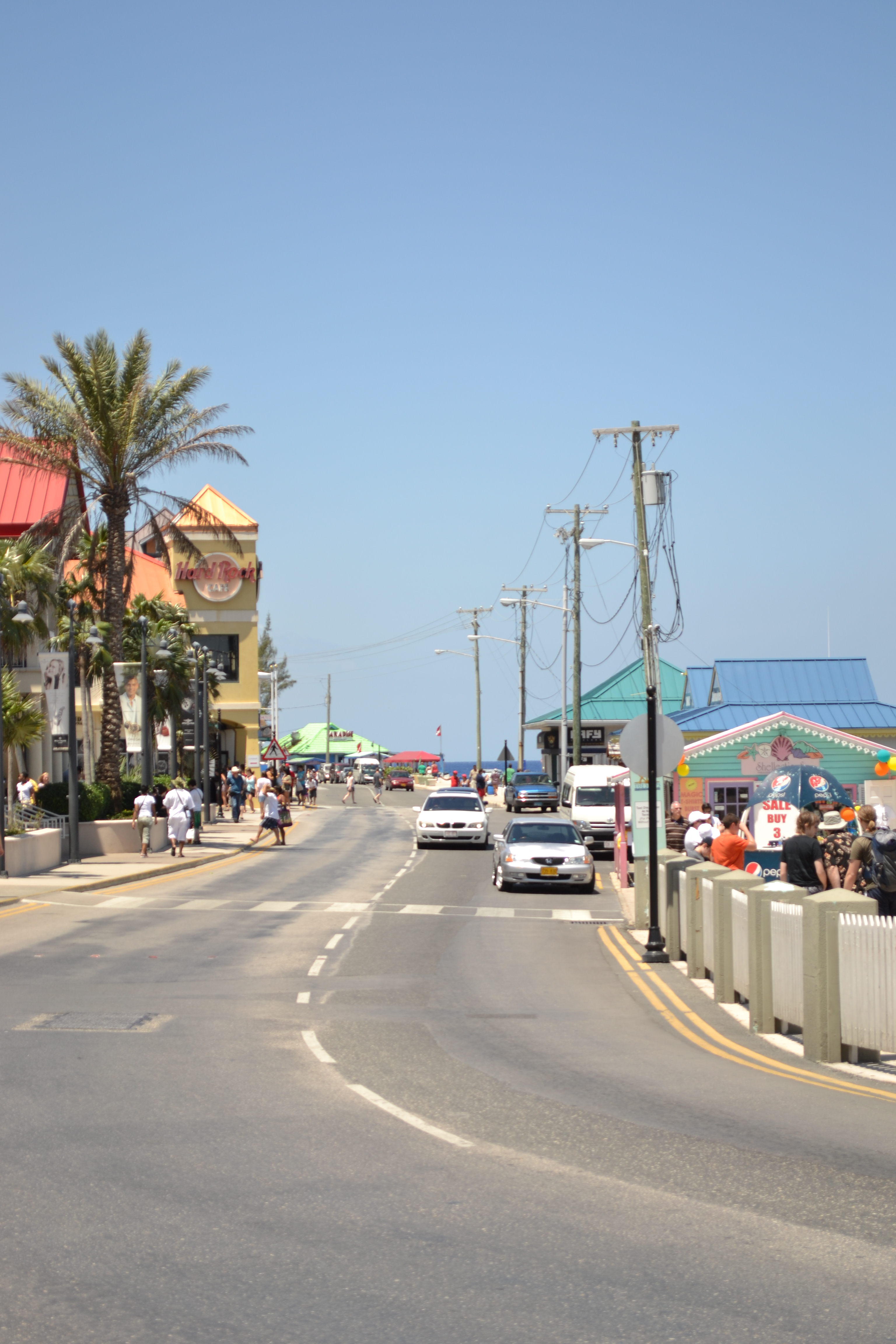
Calle principal de Gran Caimán.
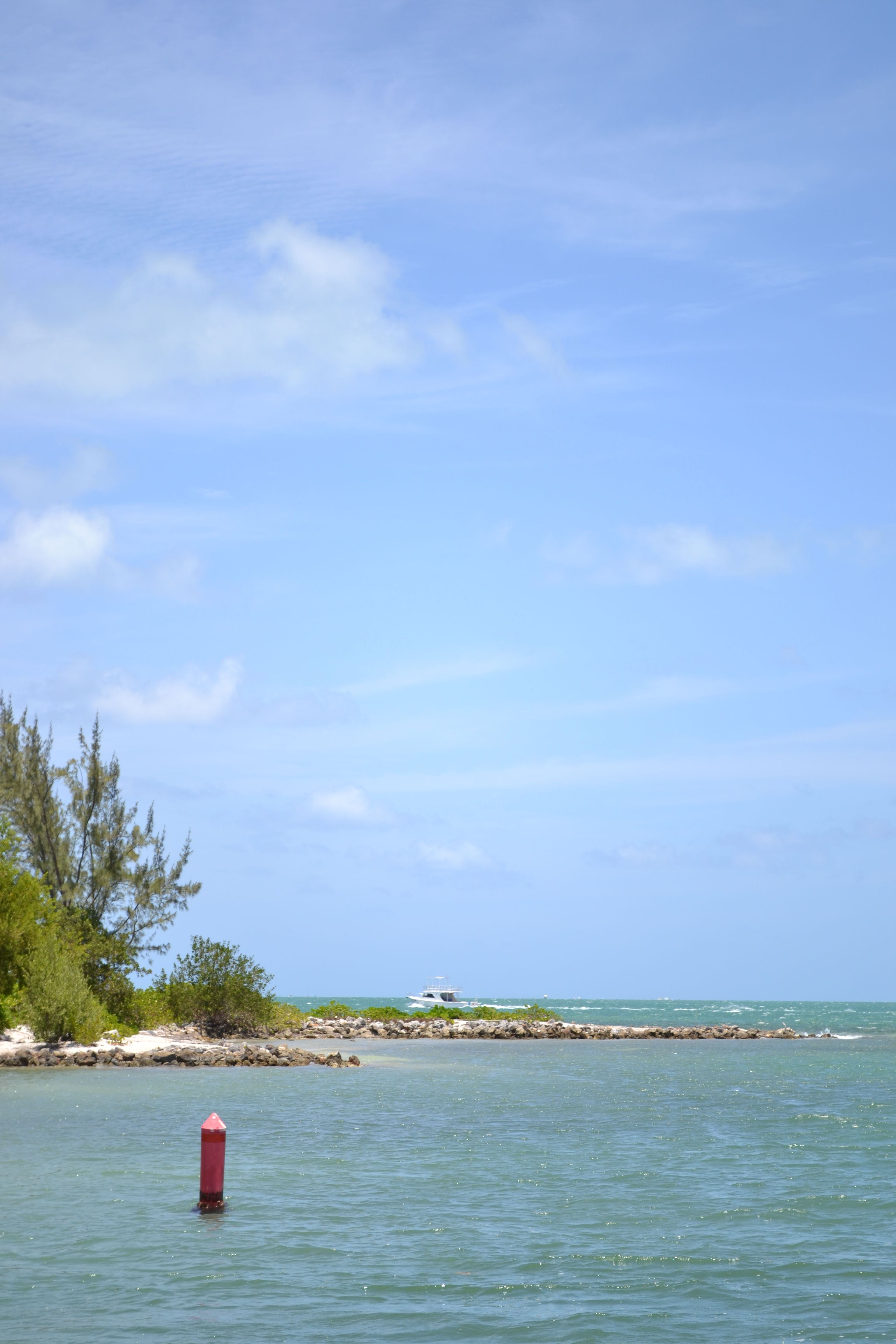
Vista del mar en Gran Caimán.